# Bán đảo Absheron
Bán đảo Absheron (tiếng Azerbaijani: Abşeron yarımadası) là một bán đảo ở Azerbaijan. Bán đảo này là nơi tọa lạc thành phố Baku, trung tâm đô thị đông dân cư và lớn nhất nước, bao gồm cả các thành phố vệ tinh Sumgayit và Khyrdalan.
Bán đảo có ba quận, trong đó hai quận Baku và Sumqayit là thành thị, và Absheron Rayon là quận ngoại ô ở khu vực Absheron.
Bán đảo mở rộng 60 km (37 mi) về phía đông vào Biển Caspi và đạt đến chiều rộng tối đa của 30 km (19 mi). Mặc dù về mặt kỹ thuật là phần mở rộng phía đông của dãy núi Kavkaz, cảnh quan khu vực đa phần là đồi núi thấp, một đồng bằng nhô lên và kết thúc là một đợt cồn cát dài gọi là Shah Dili, hiện này là Công viên quốc gia Absheron. Ở đây, bán đảo bị các khe núi và hồ nước mặn chia tách.

## Từ nguyên
Cái tên "Absheron" xuất phát từ tiếng Ba Tư āb Šuran, có nghĩa là nước mặn, đó cũng là tên của thành phố Apsheronsk ở nước Nga.
Theo Conrad Malte-Brun, vào năm 1810, bán đảo từng có lên khác là Okoressa.

## Lịch sử
Vào cuối thế kỷ 19, việc khai thác tài nguyên dầu mỏ trên bán đảo đã gây ra sự di cư quy mô lớn của người lao động Iran đến Kavkaz và Trung Á.

## Địa lý

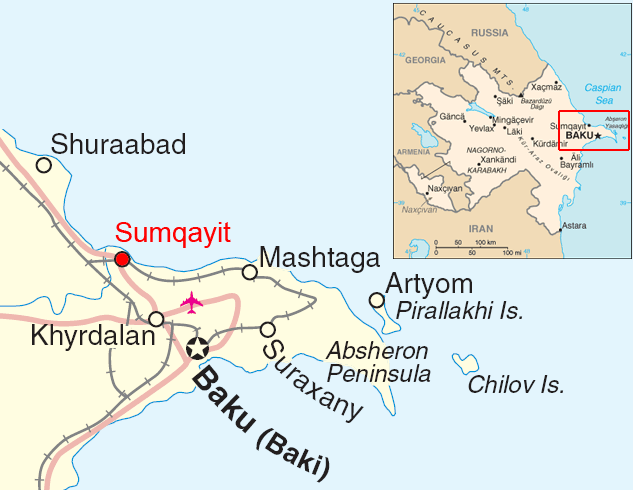
Bán đảo Absheron với các đô thị của nó

Bán đảo Absheron nằm ở phía đông Azerbaijan, dọc theo bờ biển phía tây của Biển Caspi với các tầng tích tụ từ thời kỳ kỷ Phấn trắng, palaeogene, neogene, pliocene và Đệ tứ. Thành phần thạch học của các lớp tân sinh được tạo thành từ đất sét, đất sét cát, cát và đá vôi. Trầm tích giữa Pliocene là đất sét cát. Đây là những khu vực có đất khoáng hóa cao. Nước ngầm tươi không thể thấm vào các loại đất sét dày để đạt được các chuỗi bên dưới, bởi các lớp trầm tích quá mức có độ mặn thấp hơn. Ở các khu vực phía tây của bán đảo trồi lên các loại đất sét thấm từ Creta, Palaogene, Neogene và Pilocene thấp hơn. Các lớp đất sét này nằm sâu hơn ở các khu vực phía đông và được bao phủ bởi các trầm tích Đệ tứ. Mặc dù bán đảo về mặt kiến tạo là một vùng liên tục về phía đông nam của Đại Kavkaz, các trầm tích Đệ tứ của nó bị cô lập.

## Vấn đề môi trường

Cá tầm Beluga

Các ngành công nghiệp hóa dầu và tinh chế trên bán đảo đã có tác động môi trường đối với biển Caspi.

## Công nghiệp

Khách sạn Bilgah Beach

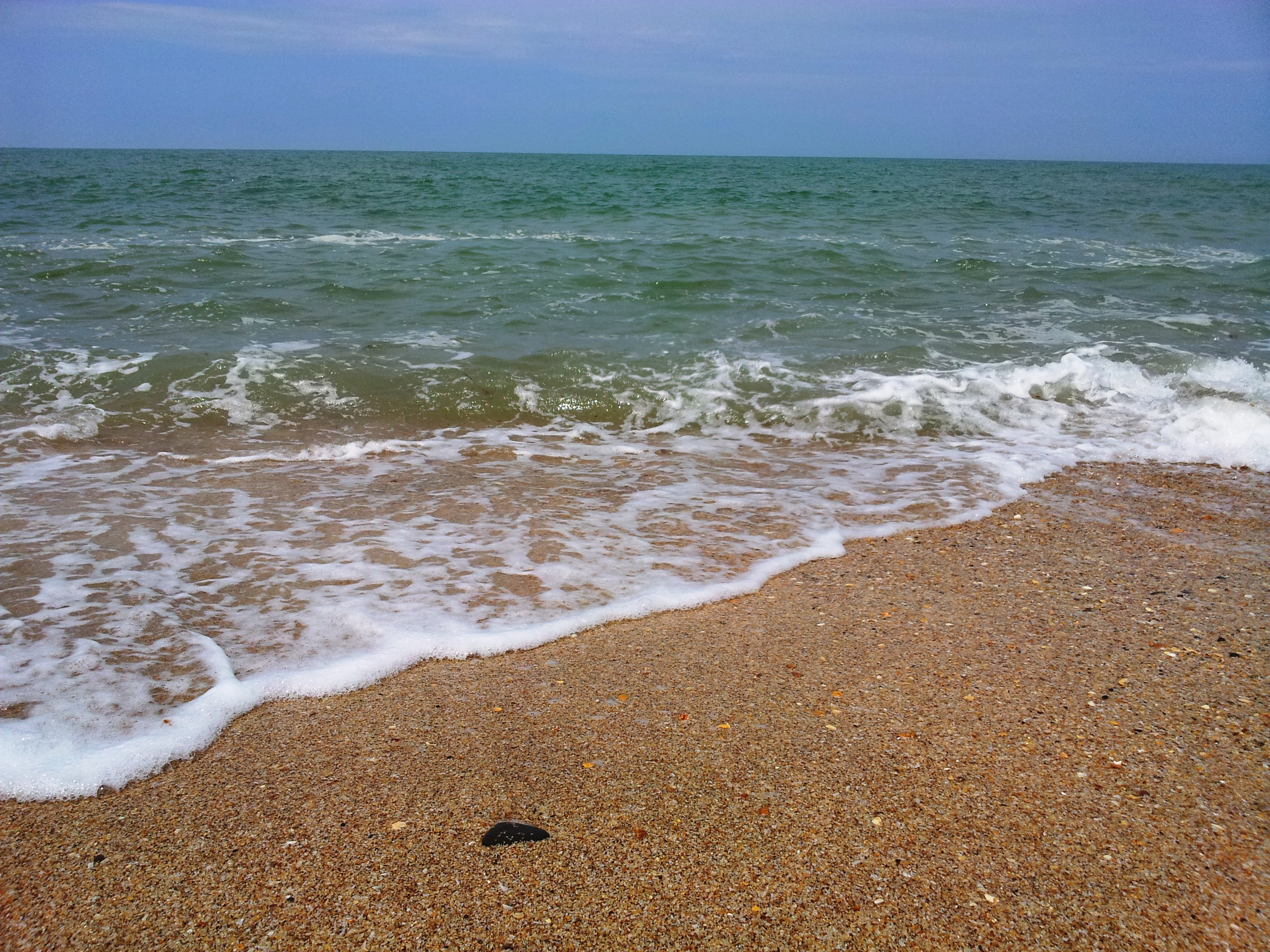
Bờ biển Caspian - Bilgah

Bắt đầu từ thập niên 1870, bán đảo Absheron là nơi sản xuất dầu khí sớm nhất thế giới. Phần lớn cảnh quan vẫn còn bị hư hại với các dàn khoan dầu rỉ sét. Mặc dù có vấn đề nghiêm trọng với thiệt hại và ô nhiễm môi trường, Absheron nổi tiếng với hoa, vườn kiểng, quả dâu và sung. Bờ biển phía bắc có những bãi biển rộng hơn mặc dù ít điểm tham quan du lịch địa phương.
Những người giàu có đã định cư ở bán đảo Absheron, bao gồm Robert Nobel và Zeynalabdin Taghiyev.

## Tài nguyên thiên nhiên
Bán đảo có nhiều tài nguyên thiên nhiên như dầu, vôi, cát và muối, ngoài ra còn có những hồ nước nổi tiếng như Masazir, Khojahasan và Boyuk Shor. Một số giếng dầu cổ của thế giới cũng đặt tại bán đảo Absheron. Azerbaijan đang ở nơi tiên phong cho sự đa dạng của núi lửa bùn ở Absheron với 400 trên 800 núi lửa bùn ở châu Á (1100 trên thế giới) nằm trong lưu vực khí đốt dầu phía nam cũng như ở các khu vực khô của Azerbaaijan và các đảo khác trong khu vực nước của biển Caspi.

## Đường chính
Đường cao tốc chính của đất nước là ở Baku và bán đảo Absheron. Đây là những đường cao tốc của Sân bay Quốc tế Heydar Aliyev, cảng biển, nhà ga đường sắt Baku và những nơi khác kết nối thủ đô với các khu vực khác của đất nước.
Đường ống dầu và khí chính đi qua đây. Baku Traceca (Hành lang giao thông Châu Âu Châu Âu, Kavkus, Asia) là điểm chính của hành lang giao thông quốc tế. Trong dự án này, Azerbaijan tham gia vào việc tái lập con đường tơ lụa lịch sử.